# 蔵元二郎
蔵元 二郎（くらもと じろう、1975年2月22日 - ）は、日本の起業家・実業家。
鹿児島県出身。2002年、株式会社ジェイブレインを共同創業、取締役最高執行責任者に就任。2009年、株式会社BNGパートナーズを創業、代表取締役社長に就任。2010年、ヘッドハンター・オブ・ザ・イヤーMVP受賞など。

## 来歴
鹿児島県鹿児島市に4人兄弟の次男として生まれる。起業家の父の影響を受け、学生時代から商売に挑戦するなど、変わった生徒として学校からは問題児として扱われる。鹿児島市立玉龍高校に進学してからは、バンドブームの影響を受け、バンド活動をはじめる。バンド活動を続けるために、理系だったが文系の大学に行きたいと思い、九州大学経済学部経済工学科へ進学する。1997年、大学を卒業。しかし、大学在学中に音楽の道は挫折し、大同生命保険相互会社への就職を選択するが、大企業に馴染めず約2年で退職する。その後、2社のベンチャー企業経験を経て、2002年、株式会社ジェイブレインを共同創業、取締役最高執行責任者に就任、テレビ出演（テレビ東京系列のワールドビジネスサテライト、フジテレビ系列の情報ライブEZ!TVやスタ☆メン）や、出版など、精力的に活動するが、リーマン・ショックの影響を受けて、上場直前期に事実上の倒産を経験する。
2009年9月に、株式会社BNGパートナーズを創業し、代表取締役社長に就任。BNGは馬鹿（B）が日本（N）を元気（G）にするの頭文字をもじったもの。ベンチャー企業・スタートアップ企業を中心に、CxO人材の採用支援を行う。2010年、ヘッドハンター・オブ・ザ・イヤーMVP受賞をし、以後、2011年、2013年、2014年も受賞。
2023年、情報経営イノベーション専門職大学、客員教授就任。
2024年、一般社団法人 鹿児島イノベーションベース設立、理事就任。